# Cerasus verrucosa
Cerasus verrucosa là loài thực vật có hoa trong họ Hoa hồng. Loài này được Nevski mô tả khoa học đầu tiên.